# Deerfield Beach
Deerfield Beach é uma cidade localizada no estado americano da Flórida, no condado de Broward. Foi incorporada em 11 de junho de 1925.

## Geografia
De acordo com o United States Census Bureau, a cidade tem uma área de 42,1 km², onde 39,1 km² estão cobertos por terra e 3 km² por água.

### Localidades na vizinhança
O diagrama seguinte representa as localidades num raio de 8 km ao redor de Deerfield Beach.

## Demografia
Segundo o censo nacional de 2010, a sua população é de 75 018 habitantes e sua densidade populacional é de 1 919,46 hab/km². Possui 42 671 residências, que resulta em uma densidade de 1 091,81 residências/km².

## Geminações
- Acre, Distrito Norte, Israel[4]